# سویتلانا هالیوک
سویتلانا هالیوک (اوکراینی: Світлана Галюк؛ ۱۹ نوامبر ۱۹۸۷ – ) ورزش دوچرخه‌سواری اهل اوکراین بود. وی همچنین از دوچرخه‌سواران بازی‌های المپیک تابستانی ۲۰۱۲ بوده است.